# Triviaal
Iets wordt triviaal genoemd in het Nederlands taalgebruik, wanneer het als onbeduidend wordt gezien en/of als niet van belang, met een overwegend negatieve betekenis. Het woord kan in een wetenschappelijke samenhang een neutrale betekenis hebben, met name in de exacte wetenschappen, zie verderop. In het oude Rome duidde het op iets dat alledaags was.

## Etymologie en betekenisontwikkeling

### Herkomst
Het woord gaat terug op een klassiek Latijns bijvoeglijk naamwoord, trivialis, dat is afgeleid van het Latijnse trivium, "driesprong". In het Romeinse Rijk was het gebruikelijk om op splitsingen en kruispunten van zijn uitgebreide wegennet (dat meer dan 80.000 km verharde weg bevatte) het "laatste nieuws" te publiceren, zodat reizigers daarvan gaandeweg kennis konden nemen. Zo ging trivialis ook "van de straat" betekenen, zij het in figuurlijke zin: "algemeen toegankelijk, gewoon, alledaags".

### Laat-Romeinse tijd en middeleeuwen
In de laat-Romeinse tijd en middeleeuwen kwam er een nieuwe betekenis bij: Trivium was de naam voor de drie vakken die iedere student moest volgen. Daarna volgde de specialisatie. Een dergelijke basisopleiding bestond uit drie vakken: de grammatica, retorica en dialectiek, die als basisvaardigheden werden gezien om als burger goed in de maatschappij te kunnen functioneren. Ook zij werd daarom tri-vium, "drie-sprong", genoemd. Bij het begrip Trivium behoorde het bijvoeglijk naamwoord triviaal, dat dus aanvankelijk betekende: "bij het Trivium behorend, op het Trivium betrekking hebbend".

### Latere betekenissen
- In een volgend stadium verschoof de betekenis van triviaal van "niets bijzonders" naar "onbeduidend"; daarmee had het woord een negatieve connotatie gekregen. Dat is de betekenis die het bijvoeglijk naamwoord tegenwoordig meestal heeft.

- In een deel van de exacte wetenschappen wordt het woord echter nog altijd in neutrale zin gebruikt. In de wiskunde wordt met triviaal aangeduid dat het genoemde feit (of bewijs van een stelling) een vanzelfsprekendheid is. Disciplines als de biologie gebruiken het woord voor naamgevingen: een triviale naam is er een in de volkstaal, de eigen taal, dus niet in het Latijn.

## Afgeleide vormen
Trivialiteit(en) Zoals triviaal "onbeduidend" ging betekenen, zo ontstond voor "onbeduidendheden" de nieuwe afleiding trivialiteiten, een woord dat daarnaast ook in het enkelvoud kan worden gebruikt (trivialiteit).
Trivia Een verkorte, waarschijnlijk aan het Engels ontleende vorm van trivialiteiten is trivia. Dit woord is een plurale tantum: het kan alleen in het meervoud gebruikt worden en betekent dan "onbelangrijke, onbeduidende voorvallen". Dit trivia is dus niet het meervoud van trivium.

## Gebruik in uitdrukkingen
- Van een triviaal doel wordt gesproken:
  - als de doelstelling zo basaal is geformuleerd dat zij vanzelf spreekt;
  - of als de doelstelling een soort "nuldoel", een standaarddoelstelling, vormt, waarvan wordt uitgegaan als er geen specifieker doel voorhanden of gewenst is.
- Een triviale octrooiaanvraag is een octrooiaanvraag die niet gebaseerd is op enige baanbrekende vernieuwing; bijvoorbeeld doordat er geen nieuwe technieken in zijn opgenomen. Hier wordt normaal gesproken geen octrooi op verleend.
- Triviaalliteratuur of triviale literatuur is lectuur die geacht wordt uitsluitend te zijn bedoeld voor alledaagse consumptie, niet van blijvende waarde te zijn en niet tot de literaire canon te behoren.
- In de wiskunde wordt een bewijs van een stelling triviaal genoemd, als het zo voor de hand liggend is, dat het overbodig is om het bewijs expliciet te formuleren.
- De triviale naam van een object is de naam die in het dagelijks gebruik wordt gebezigd, in tegenstelling tot de wetenschappelijke of systematische benaming.